# Geum reptans
Espèce
Classification phylogénétique
Geum reptans, la benoîte rampante ou benoite rampante, est une espèce de plantes à fleurs de la famille des Rosaceae, originaire des Alpes, des Carpates et des Balkans.

## Synonyme
Sieversia reptans (L.) R.Br., 1824.

## Description

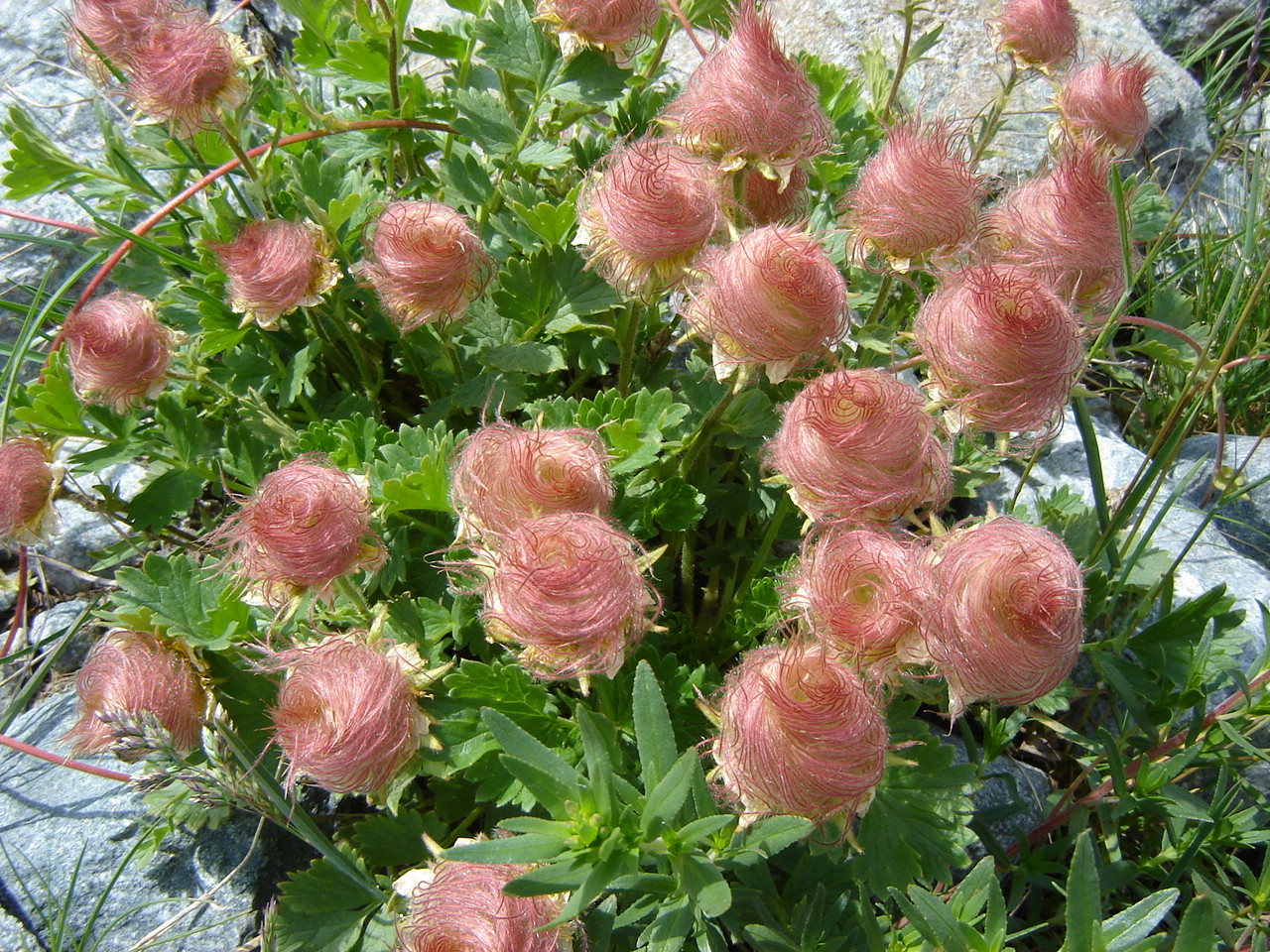
Benoîte rampante en graines.

C'est une plante vivace rhizomateuse formant de longs stolons.
Les feuilles de la base, de 6 à 15 cm de long, sont disposées en rosette. Elles sont pennées, découpées en folioles arrondies fortement dentées.

### Floraison
Les fleurs sont solitaires, de 2 à 4 cm de diamètre, comprenant 5 à 7 pétales de couleur jaune vif et 10 sépales verts.
La floraison a lieu en Juin.

### Taille
Jusqu'à 20 à 30 cm de haut pour 20 cm de diamètre.

## Habitat, statut
Cette espèce montagnarde et plutôt rare apprécie les moraines, les alluvions, les éboulis, les rochers exposés au nord, à une altitude comprise entre 2 000 et 3 000 m, (abyssale jusqu'à 1 500 m). En France, elle n'est pas protégée et présente exclusivement dans les Alpes.